# Mienie publiczne
Mienie publiczne – własność i inne prawa majątkowe przysługujące Skarbowi Państwa albo innym  państwowym osobom prawnym (mienie państwowe), a także mienie samorządowe, czyli własność i inne prawa majątkowe należące do poszczególnych gmin i ich związków oraz innych komunalnych osób prawnych lub nabyte przez powiat, województwo.